# Rainer Hartmann (Tourismusplaner)
Rainer Hartmann (* 1966 in Bassum) ist ein deutscher Freizeit- und Tourismusexperte sowie Professor an der Hochschule Bremen.

## Werdegang
Nach dem Studium der Geographie (1989–1994) und Sportwissenschaften (1987–1992) an der Universität Heidelberg, war Rainer Hartmann 1994–1998 Wissenschaftlicher Mitarbeiter am Institut für Geographie der Universität Erlangen-Nürnberg. Seine fachlichen Schwerpunkte waren die Wirtschafts-, Tourismus- und Stadtgeographie. Er bearbeitete ein Forschungsprojekt zum Tourismus in Eritrea, das mit mehrmonatigen Forschungsaufenthalten am „Horn von Afrika“ (Eritrea, Äthiopien) und im Jemen in Zusammenhang stand. Von 1996 bis 1998 arbeitete er als nebenberuflicher Projektmanager und Leiter von Studienreisen nach Eritrea und Äthiopien für den Veranstalter Ivory Tours in Nürnberg. 1998 erfolgte die Promotion zum Dr. rer. nat. an der Universität Erlangen-Nürnberg. Der Titel der Dissertation lautet „Eritrea: Neubeginn mit Tourismus. Ein integratives Planungs- und Entwicklungskonzept“.
Seit dem Jahr 1999 übertrug Hartmann seine akademischen Kompetenzen als Senior Consultant für den Bereich Kommunal- und Unternehmensberatung in die Praxis. Er baute für die CIMA Beratung + Management GmbH den Bereich Tourismus- und Freizeitprojekte auf und beriet zudem diverse Kommunen und Unternehmen in den Bereichen Stadtmarketing und Citymanagement. 2004 erhielt er einen Ruf von der International School of Management (ISM) in Dortmund, um dort im Fachbereich Tourismus- und Freizeitmanagement zu lehren. Bereits nach einem Jahr folgte ein Ruf der Hochschule Bremen, wo Hartmann den einzigen deutschen Studiengang im Bereich Freizeitwissenschaft vertritt.
Rainer Hartmann lehrt und forscht seit dem 1. September 2005 an der Hochschule Bremen, Fakultät 3, Bereich Freizeitwissenschaft. Seit 2006 ist er dort auch Studiengangsleiter des „International Studies of Leisure and Tourism“ M. A.
Seine thematischen Schwerpunkte liegen im Bereich Freizeit- und Tourismusmarketing, Tourismus in Afrika, Stadtmarketing und Citymanagement, Kultur- und Eventmanagement sowie Tourismusgeographie.
Hartmann ist unter anderem Mitglied der Deutschen Gesellschaft für Tourismuswissenschaft (DGT), im Arbeitskreis Tourismusforschung in der Deutschen Gesellschaft für Geographie und des Prüfungsausschusses für das Reiseleiterzertifikat des Bundesverbandes der Deutschen Tourismuswirtschaft (BTW).

## Ausgewählte Publikationen (seit 2010)
- E. Eckert, R. Hartmann: Measuring sustainability in tourism destinations – Adaptation of indicator sets to local conditions using the example of Windhoek, Namibia. In: Zeitschrift für Tourismuswissenschaft. Vol. 12, Heft 3, 2020, S. 370–390.

- R. Hartmann (Hrsg.): Tourismus in Afrika – Chancen und Herausforderungen einer nachhaltigen Entwicklung. Verlag Walter de Gruyter, Berlin 2020, ISBN 978-3-11-062222-5.

- R. Hartmann: Tourismus und nachhaltige Entwicklung in Afrika – Rahmenbedingungen, Strukturen und Entwicklungen. In: R. Hartmann (Hrsg.): Tourismus in Afrika – Chancen und Herausforderungen einer nachhaltigen Entwicklung. 2020, S. 1–49.

- R. Hartmann, B. Stecker: Development of core indicators for the assessment and analysis of sustainable city tourism. In: H. Pechlaner, E. Innerhofer, G. Erschbamer (Hrsg.): Overtourism – Tourism Management and Solutions. Routledge, Abingdon 2020, ISBN 978-0-367-18743-9, S. 81–92.

- B. Stecker, R. Hartmann: Balancing the Sustainability of Tourism in City Destinations – The Case of Dubrovnik. In: D. Lund-Durlacher, V. Dinica, D. Reiser, M. S. Fifka (Hrsg.): Corporate Sustainability and Re-sponsibility in Tourism. Springer Nature, Cham 2019, ISBN 978-3-030-15623-7, S. 373–382.

- R. Hartmann: Potenziale der Architektur der Klassischen Moderne als Attraktivitätsfaktor im Städtetourismus. In: S. Groß, J. E. Peters, R. Roth, J. Schmude, A. Zehrer (Hrsg.): Wandel im Tourismus. Internationalität, Demographie und Digitalisierung. (= Schriften zu Tourismus und Freizeit. Bd. 23). Erich Schmidt Verlag, Berlin 2019, ISBN 978-3-503-18192-6, S. 245–264.

- R. Hartmann: Marketing in Tourismus und Freizeit. 2. Auflage. UVK Lucius (UTB), Konstanz/München 2018.
- R. Hartmann, B. Stecker: Nachhaltiger Kulturtourismus in Sibiu (Rumänien) – Eine Analyse im Nachklang des Jahres als „Kulturhauptstadt Europas“ (2007). In: R. Freericks, D. Brinkmann (Hrsg.): Die Stadt als Kultur- und Lebensraum. Analysen, Perspektiven, Projekte. IFKA-Tagungsdokumentation, Bremen 2015, S. 175–188.
- R. Hartmann, F. Herle (Hrsg.): Interkulturelles Management in Freizeit und Tourismus. (= Schriften zu Tourismus und Freizeit. Band 17). Erich Schmidt Verlag, Berlin 2014.
- R. Hartmann: Marketing in Tourismus und Freizeit. UVK Lucius (UTB), München 2014.
- R. Hartmann, B. Stecker, S. Will: Limits of the tourist capacity of Cultural Heritage Sites. Developing a set of Criteria and Indicators toward a Sustainable Destination Management using the example of Vilnius. In: T. Timm (Hrsg.): Tourismus und Grenzen. Studien zur Freizeit- und Tourismusforschung. Band 9, MetaGIS-Systems, Mannheim 2013, S. 205–216.
- R. Hartmann, V. Nagel: Township-Tourismus in Südafrika. In: H.-D. Quack, A. Steinecke (Hrsg.): Dark Tourism. Faszination des Schreckens. (= Paderborner Geographische Studien zu Tourismusforschung und Destinationsmanagement. Band 25). Paderborn 2012, ISBN 978-3-9811108-9-0, S. 277–290.
- R. Hartmann: Langzeitstudie zur Imagewirkung von Events -  FIFA Frauen-Weltmeisterschaft Deutschland 2011™. In: A. Zehrer, A. Grabmueller (Hrsg.): Tourismus 2020+ interdisziplinär. Herausforderungen für Wirtschaft, Umwelt und Gesellschaft. (= Schriften zu Tourismus und Freizeit. Band 15). Erich Schmidt Verlag, Berlin 2012, S. 283–305.
- R. Hartmann: Eritrea: Neubeginn mit Tourismus 2.0. Aktualisierte Bewertungen und ein integratives Konzept. 2., aktualisierte Auflage. Südwestdeutscher Verlag für Hochschulschriften, Saarbrücken 2011, ISBN 978-3-8381-2176-5.
- R. Freericks, R. Hartmann, B. Stecker: Freizeitwissenschaft. Handbuch für Pädagogik, Management und nachhaltige Entwicklung. (= Lehr- und Handbücher zu Tourismus, Verkehr und Freizeit). Oldenbourg Verlag, München 2010, ISBN 978-3-486-58358-8.